# Акочелла, Джоан
Джоан Акочелла (в девичестве Росс; 13 апреля 1945 — 7 января 2024) — американская журналистка, штатный корреспондент газеты «The New Yorker». Она также является автором книг по танцам, литературе и психологии.

## Образование и карьера
В 1966 году Джоан Акочелла получила степень бакалавра английского языка в Калифорнийском университете в Беркли. Защитив в 1984 году диссертацию, посвященную русскому балету, она получила докторскую степень в области философии и литературы.
Акочелла писала для еженедельной газеты «The Village Voice», также она была критиком и редактором обзоров «Dance Magazine» и танцевальным критиком для «Financial Times» в Нью-Йорке. Ее сочинения также регулярно появляются в журнале «The New York Review of Books». Она начала писать для «The New Yorker» в 1992 году и с 1998 по 2019 год была танцевальным критиком.
Она является автором ряда книг, среди которых: «Создание истерии: женщины и множественное расстройство личности» (1999 год), «Биография современного танцора и хореографа Марка Морриса» (1993 год) и «Двадцать восемь артистов и два святых» (2007 год), в последней работе исследуются достоинства, присущие выдающимся артистам. Акочелла отредактировала «Дневник Вацлава Нижинского: неизвестное издание» (1999 год), «Андрэ Левинсон о танцах» (1991 год) и «Миссия в Сиам: воспоминания Джесси Маккиннон Хартцелл» (2001 год).
Статья Джоан «Cather and the Academy», опубликованная в «The New Yorker» 27 ноября 1995 года, получила премию «Front Page Award» от клуба газетчиков Нью-Йорка и была включена в антологию «Лучшие американские эссе» 1996 года. В 2000 году она расширила эссе до полноценной книги «Уилла Кэсер и политика критики».
Обзор книги Генри Хитчингса «The Language Wars» 2012 года, написанный Акочеллой, вызвал критику со стороны Яна Фримана и Марка Либермана. Джон Макинтайр из «The Baltimore Sun» написал об этом эпизоде в колонке мнений.
Скончалась 7 января 2024 года на 79-м году жизни.

## Награды
2007 — премия в области литературы Американской академии искусств и литературы
2017 — премия Гарольда Д. Вёрселла, Американская академия искусств и литературы